# Ingo Rademacher
Ingo Rademacher es un actor alemán-estadounidense, más conocido por haber interpretado a Jax Jacks en la serie General Hospital.

## Biografía
Es hijo de Arndt Rademacher y Roswitha Rademacher, y tiene una hermana, Anne Rademacher.
Estudió en la Universidad de Queensland por seis meses.
Es buen amigo de los actores Sebastian Roché y Jaason Simmons.
El 3 de octubre de 2009 se casó con Ehiku Rademacher, con quien tiene dos hijos: Peanut Kai Rademacher (11 de julio de 2008) y Pohaku Zen Rademacher (13 de mayo de 2012). En diciembre de 2016, la pareja anunció que habían perdido al tercer bebé que estaban esperando.

## Carrera
Ingo es un socorrista certificado, y junto a su esposa son dueños de la tienda de ropa "Mahiku" en Hawái. 
Su primer papel en la televisión lo obtuvo en 1993, cuando apareció en la serie Paradise Beach, donde dio vida al surfista Sean Hayden. En 1996 apareció en un episodio de la popular serie Clueless, donde dio vida a Kip Killmore. El 31 de enero de 1996, se unió al elenco principal de la exitosa serie Days of Our Lives, donde interpretó a Jasper "Jax" Jacks hasta 2013. Ingo regresó a la serie brevemente el 1 de agosto de 2016, se fue el 16 de agosto del mismo año y apareció nuevamente el 10 de noviembre de 2016 al 28 de noviembre de 2016. En 2000 se unió al elenco principal de la serie Titans, donde interpretó a David O'Connor hasta 2001.
En 2012 apareció en la película Alex Cross, donde interpretó al oficial Ingo Sacks. En 2013 participó en la decimosexta temporada del concurso de baile Dancing with the Stars, donde quedó en la quinta posición junto a su pareja de baile Kym Johnson. En 2016 apareció como invitado en varios episodios de la serie Hawaii Five-0, donde interpretó a Robert Coughlin; previamente había aparecido por primera vez en la serie en 2011 durante el episodio "Pahele", donde dio vida a Malcolm Schafer.

## Filmografía

### Series de televisión
| Año               | Título            | Personaje                        | Notas                  |
| ----------------- | ----------------- | -------------------------------- | ---------------------- |
| 1996 - 2013, 2016 | General Hospital  | Jasper "Jax" Jacks               | 1,056 episodios        |
| 2011, 2016        | Hawaii Five-0     | Robert Coughlin/ Malcolm Schafer | 5 episodios            |
| 2004              | According to Jim  | Ted                              | 2 episodios            |
| 2000 - 2001       | Titans            | David O'Connor                   | 12 episodios           |
| 1997              | Veronica's Closet | Reg                              | episodio "Pilot"       |
| 1996              | Clueless          | Kip Killmore                     | episodio "Kiss Me Kip" |
| 1995              | Echo Point        | -                                | -                      |
| 1993              | Paradise Beach    | Sean Hayden                      | -                      |

### Películas
| Año  | Título     | Personaje  | Notas                                                                                                  |
| ---- | ---------- | ---------- | --- |
| 2012 | Alex Cross | Ingo Sacks | junto a Tyler Perry, Edward Burns, Matthew Fox, Jean Reno, Carmen Ejogo, Cicely Tyson y Rachel Nichols |

### Apariciones
| Año  | Programa               | Notas                      |
| ---- | ---------------------- | -------------------------- |
| 2013 | Dancing with the Stars | 18 episodios - concursante |

## Premios y nominaciones
| Año  | Categoría                                 | Premio                  | Serie            | Resultado |
| ---- | ----------------------------------------- | ----------------------- | ---------------- | --------- |
| 2000 | Best Supporting Actor in a Daytime Serial | OFTA Television Award   | General Hospital | Nominado  |
| 1998 | Best Supporting Actor in a Daytime Serial | OFTA Television Award   | General Hospital | Nominado  |
| 1998 | Hottest Male Star                         | Soap Opera Digest Award | General Hospital | Ganador   |
| 1997 | Hottest Male Star                         | Soap Opera Digest Award | General Hospital | Ganador   |